# Stephan Volkert
Stephan Volkert (født 7. august 1971 i Köln) er en tysk tidligere roer og dobbelt olympisk guldvinder.
Volkert roede tidligt i sin karriere otter, men i 1989 blev han juniorverdensmester i dobbeltsculler og siden roede han udelukkende sculler. I 1990 og 1991 roede han dobbeltfirer, der ved VM nåede A-finalerne, men sluttede uden for medaljerækken.
Ved OL 1992 i Barcelona udgjorde han sammen med Michael Steinbach, Andreas Hajek og André Willms besætningen i den tyske dobbeltfirer. De vandt først deres indledende heat i ny olympisk rekordtid, hvorpå de også vandt deres semifinale. I finalen fortsatte tyskerne deres gode stime og forbedrede igen den olympiske rekord, så de vandt guldet sikkert foran Norge og Italien.
Det blev indledningen på hans storhedstid, hvor han de følgende to år vandt henholdsvis guld og bronze i dobbeltfireren samt sølv i dobbeltsculleren i 1995 ved VM. Han var tilbage i dobbeltfireren, der var blandt favoritterne ved OL 1996 i Atlanta, hvor de stillede op med tre af guldvinderne fra forrige OL (Steinbach var i mellemtiden stoppet og erstattet af André Steiner). Deres største konkurrenter mentes at være Italien, der havde vundet VM de to foregående år, og begge nationer vandt da også deres indledende heats og semifinaler. I finalen vandt tyskerne sikkert, mens italienerne gik helt ned og havnede uden for medaljerne på en fjerdeplads. I stedet var det USA, der kom ind på andenpladsen, mens Australien blev nummer tre.
De følgende par sæsoner vendte Volkert sammen med Andreas Hajek tilbage til dobbeltsculleren, og de blev verdensmestre i denne disciplin i både 1997 og 1998. I 1999 var de dog tilbage i dobbeltfireren sammen med Willms, der også havde været med i båden ved OL 1992 og 1996, samt Marco Geisler. De blev verdensmestre i 1999 og var derfor igen blandt favoritterne ved OL 2000 i Sydney. Tyskerne vandt da også sikkert deres indledende heat og semifinale, men i finalen var italienerne hurtigst og vandt en sikker sejr. Den nederlandske båd var ikke blandt favoritterne, men sikrede sig ikke desto mindre sølvmedaljerne, mens tyskernes bronzemedalje aldrig var i fare.
Efter OL 2000 fortsatte successen for Volkert, der var med til at vinde VM i dobbeltfireren i både 2001, 2002 og 2003. De var derfor endnu engang blandt favoritterne ved OL 2004 i Athen, hvor de stillede med tre af de fire roere fra OL 2000 (Hajek var denne gang erstattet af Robert Sens), og de vandt da også deres indledende heat i ny olympisk rekordtid (som dog blev forbedret af Polen og Tjekkiet i de næste heat), og i semifinalen blev de nummer to, ganske tæt efter Polen. Finalen blev dog en nedtur for tyskerne, der endte på en femteplads.
Volkert indstillede sin karriere efter OL 2004, hvor han ud over de nævnte internationale resultater også vandt i alt tretten tyske mesterskaber i de forskellige scullertyper gennem sin karriere. Han blev allerede i 1992, efter det førte OL-guld, tildelt Silbernes Lorbeerblatt, Tysklands fornemste sportspris.
Efter afslutningen af den aktive karriere har Volkert været rotræner i sin lokale klub, RTHC Bayer Leverkusen. Han er uddannet maskiningeniør og har arbejdet inden for dette fag. Senere har han også arbejdet inden for Human Resource Management i Bayer AG.

## OL-medaljer
- 1992:  Guld i dobbeltfirer
- 1996:  Guld i dobbeltfirer
- 2000:  Bronze i dobbeltfirer